# Uttlesford
Uttlesford est un district non métropolitain de l'Essex, en Angleterre.
Il doit son nom à l'ancien hundred éponyme. Il a été créé le 1er avril 1974 par la fusion du borough de Saffron Walden, du district rural de Dunmowet du district rural de Saffron Walden. Le conseil de district siège à Saffron Walden.

## Source
- (en) Cet article est partiellement ou en totalité issu de l’article de Wikipédia en anglais intitulé « Uttlesford » (voir la liste des auteurs).